# Nobélium
Le nobélium est l'élément chimique de numéro atomique 102, de symbole No. Il est produit artificiellement et ne possède aucun isotope stable. Le corps simple nobélium est un métal.
Le nobélium a été découvert par l'Institut Nobel de Physique à Stockholm et plus tard par Albert Ghiorso, Torbjørn Sikkeland (en), John R. Walton et Glenn Seaborg aux États-Unis en 1958. Il fut nommé nobélium en l'honneur d'Alfred Nobel, chimiste suédois qui inventa la dynamite et fonda le prix Nobel.

## Histoire
En 1957, des chercheurs de l'Institut Nobel de physique de Stockholm déclarent avoir produit l'isotope 251102 ou 253102 par fusion de curium 244 et de carbone 13, et nomment l'élément 102 nobélium. 
Une équipe menée par Glenn Seaborg et Albert Ghiorso au Laboratoire national Lawrence-Berkeley tente alors de reproduire les résultats de Stockholm, sans succès. Cette équipe prétend cependant avoir synthétisé 254102 par fusion de curium 244 et de carbone 12 en 1958. Une autre équipe menée par Gueorgui Fliorov à l'Institut unifié de recherches nucléaires de Doubna met en doute cette synthèse de 254102. Elle est alors reproduite au Laboratoire national Lawrence-Berkeley, et les données qui en sont issues confortent celles de Doubna. La découverte de l'élément 102 est finalement attribuée en 1993 à deux signalements, publiés en 1966, de l'institut de Doubna par le Transfermium Working Group de l'UICPA-UIPPA.

## Synthèse
Le nobélium 253 peut être obtenu en bombardant du curium 244 par des noyaux de carbone 13.

## Isotopes
Douze radioisotopes sont connus, de 250No à 260No et 262No, ainsi que trois isomères, 251mNo, 253mNo et 254mNo. L'isotope connu de plus longue période est 259No, avec une demi-vie de 58 minutes. L'isomère connu de plus longue période est 251mNo, avec une demi-vie de 1,7 seconde.